# Eaglemoss Publishing
Eaglemoss Publishing Group Ltd è stata una casa editrice britannica specializzata nelle pubblicazioni a fascicoli settimanali.
L'azienda era attiva dagli anni settanta, durante i quali pubblicava prodotti su licenza Disney.
Tra le opere pubblicate, si ricordano:
- le edizioni in DVD delle serie Buffy l'ammazzavampiri e Angel su licenza Fox;[1]
- le edizioni in DVD dei film tratti dalle opere di Agatha Christie su licenza di Chorion Limited;[1]
- la rivista collezionistica Real Robots dedicata ai robot e alla tecnologia dell'automazione, pubblicata in Italia da DeAgostini.

Eaglemoss aveva inoltre pubblicato statuette in miniatura dei personaggi dei fumetti DC Comics e Marvel Comics, e un grande successo lo aveva ottenuto grazie alle miniature dei protagonisti della saga de Il Signore degli Anelli, anche grazie alla trilogia cinematografica.
Oltre al Regno Unito, l'azienda aveva divisioni in 17 nazioni, tra cui Finlandia, Germania, Grecia, Italia, Spagna, Polonia, Russia e Ungheria.
È fallita nel 2022 in seguito a bancarotta.